# Cobh

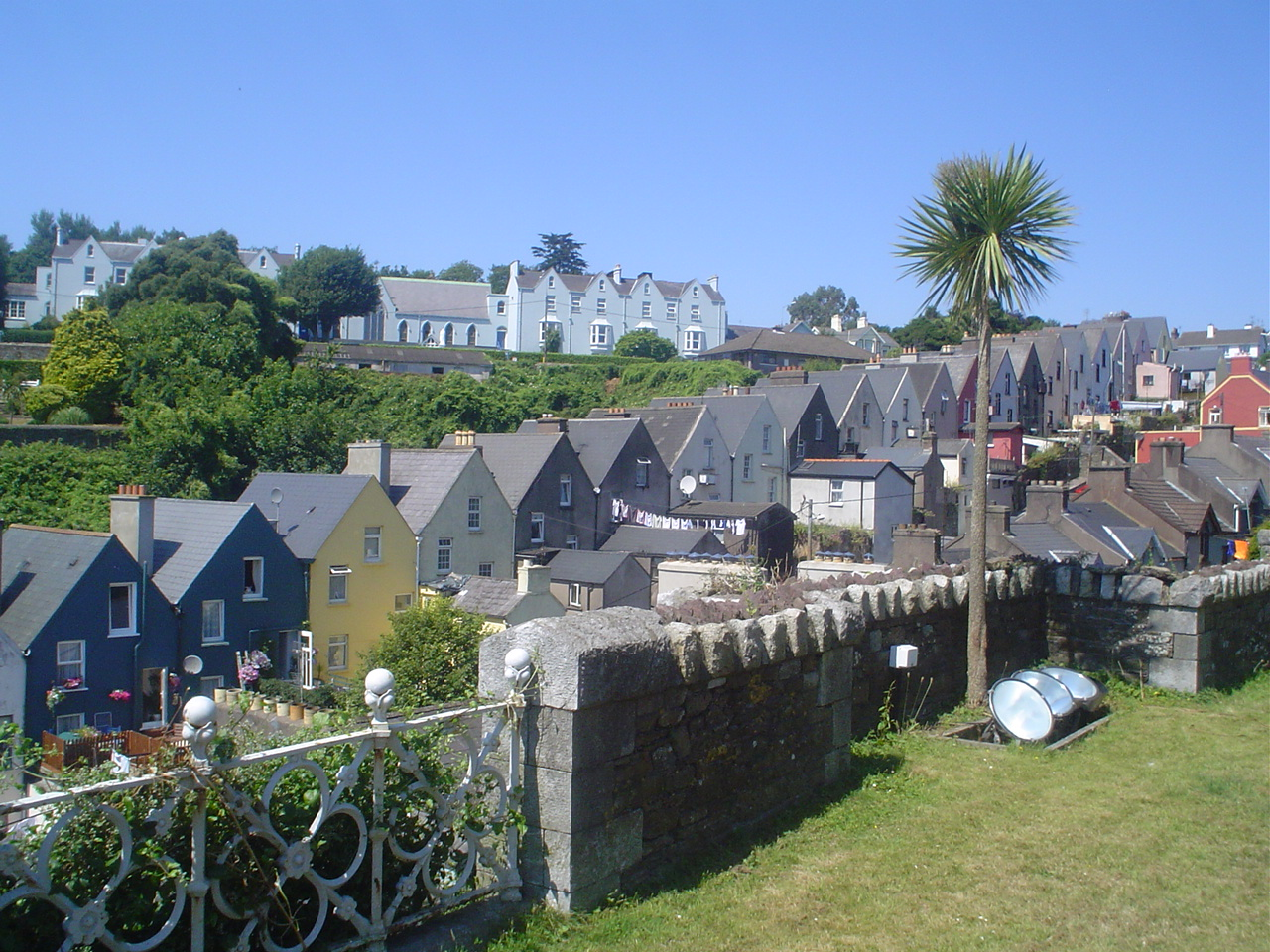
Stroma uliczka z typową zabudową Cobh

Cobh (dawna nazwa Queenstown; irl. An Cóbh) – miasto i port morski w hrabstwie Cork (Irlandia) leżące na południowy wschód od miasta Cork. Miasto jest miejscowością letniskową i uzdrowiskową.

## Historia
W 1720 powstał tu pierwszy w Irlandii klub żeglarski. W mieście znajduje się neogotycka katedra św. Kolmana (wzniesiona w latach 1868–1918). W latach 1848–1950 z miasta wypływały statki z emigrantami, głównie do Ameryki. Migracje te miały miejsce szczególnie w czasie wielkiego głodu, kiedy wypłynęło stąd ok. 2,5 miliona Irlandczyków.
W latach 1849–1922 miasto nosiło nazwę Queenstown (nadaną na cześć królowej Wiktorii).
Z Queenstown związane były statki:
- pierwszy parowiec płynący z Irlandii do Anglii wypłynął z Cobh w 1821;
- pierwszy statek transatlantycki (Syriusz) wypłynął z Cobh w 1838;
- Cobh było ostatnim przystankiem w dziewiczym rejsie Titanica, który wypłynął z tutejszego portu 11 kwietnia 1912;
- statek pasażerski Lusitania został storpedowany i zatopiony przez niemieckiego U-Boota 7 maja 1915 podczas rejsu do Queenstown.

## Miasta partnerskie
Cobh współpracuje z czterema miejscowościami na zasadzie partnerstwa miast:
- Kolbuszowa[3]
- Ploërmel[4]
- Lake Charles[5]
- Pontarddulais(inne języki)[6]